# Lone Star (Carolina del Sur)
Lone Star es un área no incorporada ubicada del condado de Calhoun en el estado estadounidense de Carolina del Sur. La comunidad tiene el código postal es 29030.
Carretera de Carolina del Sur 33 se extiende entre Lone Star y Orangeburg.